# Eentand-zandspinnendoder
De eentand-zandspinnendoder (Arachnospila spissa) is een vliesvleugelig insect uit de familie van de spinnendoders (Pompilidae). De wetenschappelijke naam van de soort is voor het eerst geldig gepubliceerd in 1837 door Schioedte.